# Annamarie Phelps
Annamarie Phelps (nacida Annamarie Stapleton, Queensbury, 24 de mayo de 1966) es una deportista británica que compitió en remo. Está casada con el remero Richard Phelps.
Ganó cuatro medallas en el Campeonato Mundial de Remo entre los años 1991 y 1994. Participó en los Juegos Olímpicos de Atlanta 1996, ocupando el séptimo lugar en la prueba de ocho con timonel.
En 2016 fue nombrada comendadora de la Orden del Imperio Británico (CBE). Entre 2013 y 2018 fue presidenta de la Asociación Biritánica de Remo, además de ser vicepresidenta de la Asociación Olímpica Británica.

## Palmarés internacional
| Campeonato Mundial | Campeonato Mundial            | Campeonato Mundial | Campeonato Mundial        |
| Año                | Lugar                         | Medalla            | Prueba                    |
| ------------------ | ----------------------------- | ------------------ | ------------------------- |
| 1991               | Viena (Austria)               | Medalla de plata   | Cuatro sin timonel ligero |
| 1992               | Montreal (Canadá)             | Medalla de plata   | Cuatro sin timonel ligero |
| 1993               | Račice (República Checa)      | Medalla de oro     | Cuatro sin timonel ligero |
| 1994               | Indianápolis (Estados Unidos) | Medalla de plata   | Cuatro sin timonel ligero |